# شارب إكس ون

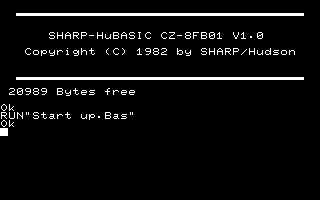
شاشة شارب إكس ون

شارب إكس ون (بالإنجليزية: Sharp X1)‏ (باليابانية: エックスワン) ، وهو نظام التشغيل من شركة شارب اليابانية ، بدأ نشاط التشغيل سنة 1982 وتوقف سنة 1988م ، ويعمل على البرامج الإلكترونية كألعاب الفيديو مثلا.